# Sains-Morainvillers
Sains-Morainvillers ist eine französische Gemeinde mit 286 Einwohnern (Stand: 1. Januar 2022) im Département Oise in der Region Hauts-de-France. Sie gehört zum Arrondissement Clermont und zum Kanton Estrées-Saint-Denis (bis 2015: Kanton Maignelay-Montigny). Sains-Morainvillers gehört zum Gemeindeverband Communauté de communes du Plateau Picard. 

## Geographie
Sains-Morainvillers liegt etwa 30 Kilometer nordwestlich von Compiègne und etwa 81 Kilometer nordnordöstlich von Paris. Umgeben wird Sains-Morainvillers von den Nachbargemeinden Welles-Pérennes im Norden, Crèvecœur-le-Petit im Osten, Maignelay-Montigny im Südosten, Brunvilliers-la-Motte im Süden, Gannes im Westen sowie La Hérelle und Plainville im Nordwesten.

## Bevölkerungsentwicklung
| Jahr                      | 1962 | 1968 | 1975 | 1982 | 1990 | 1999 | 2006 | 2013 |
| Einwohner                 | 236  | 220  | 226  | 209  | 217  | 247  | 265  | 277  |
| Quelle: Cassini und INSEE |      |      |      |      |      |      |      |      |

## Sehenswürdigkeiten
- Kirche Saint-Brice aus dem 16. Jahrhundert
- Schloss La Borde

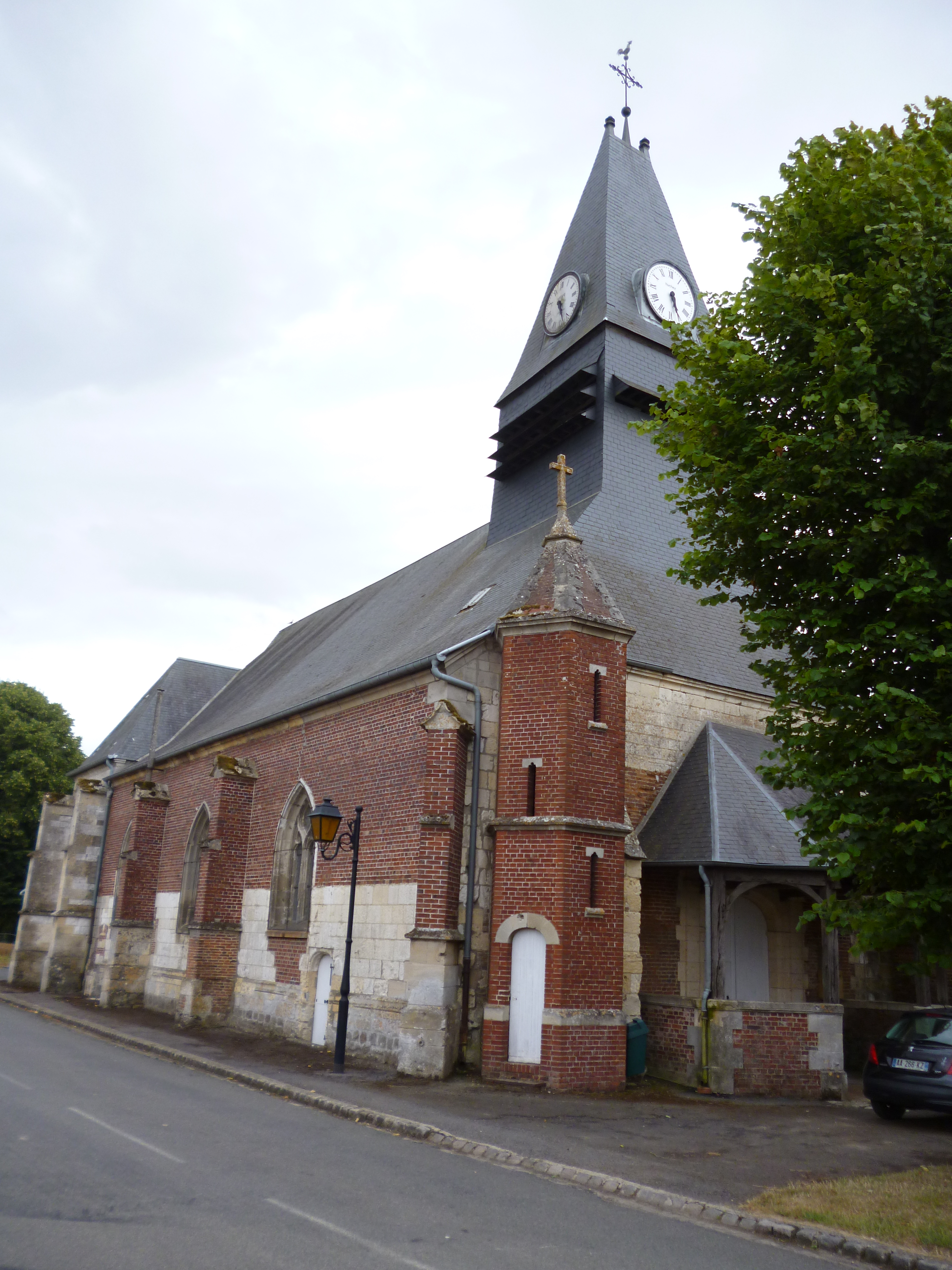
Kirche Saint-Brice
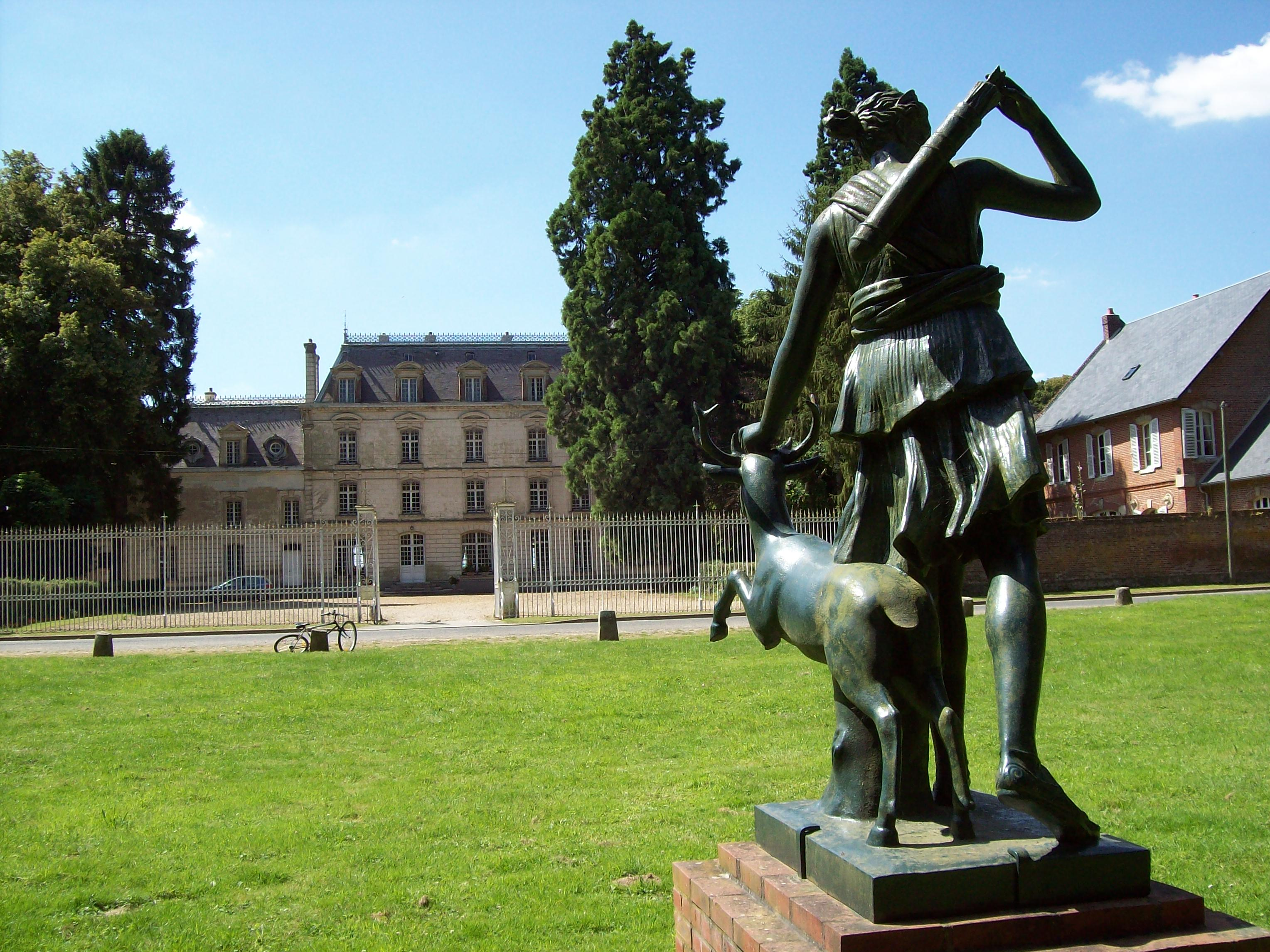
Schloss La Borde